# Han Tha Myint
Han Tha Myint (tiếng Miến Điện: ဟန်သာမြင့်; cũng đánh vần là Han Thar Myint) là một chính trị gia người Myanmar. Ông hiện đang phục vụ trong Ủy ban Điều hành Trung ương của Liên đoàn Quốc gia vì Dân chủ và là phát ngôn viên của đảng này.
Han Tha Myint từng giành được ghế trong Pyithu Hluttaw, đại diện cho Khu vực thị trấn Budalin số 1 trong cuộc tổng tuyển cử năm 1990 ở Miến Điện, giành được khoảng 81% số phiếu bầu (16.645 phiếu bầu hợp lệ). Ủy ban Bầu cử Liên minh buộc ông phải từ chức vào ngày 11 tháng 6 năm 1996. Trong cuộc đảo chính Myanmar vào ngày 1 tháng 2, Han Tha Myint đã bị bắt giữ bởi lực lượng Vũ trang Myanmar.
Ông có cha mẹ Thein Pe Myint và Khin Khin Kyi, sinh vào ngày 7 tháng 5 năm 1948 tại Rangoon, Miến Điện. Cha của ông là Thein Pe Myint là một nhà lãnh đạo nổi tiếng của Liên đoàn Tự do Nhân dân Chống Phát xít và là bạn thân của Tướng Aung San. Han Tha Myint lấy bằng Cử nhân Kỹ thuật tại Học viện Công nghệ Rangoon vào năm 1970.